# متأسفم (ترانه مدونا)
«متاسفم» (به انگلیسی: Sorry) تک‌آهنگی از هنرمند اهل ایالات متحده آمریکا مدونا است که در سال ۲۰۰۶ میلادی منتشر شد.